# Томас, Карла (баскетболистка)
Карла Томас (англ. Carla Thomas; род. 31 октября 1985 года в Меканиксберге, Пенсильвания, США) — американская профессиональная баскетболистка, выступавшая в женской национальной баскетбольной ассоциации. Была выбрана на драфте ВНБА 2007 года в первом раунде под общим десятым номером командой «Чикаго Скай». Играла на позиции тяжёлого форварда и центровой.

## Ранние годы
Карла Томас родилась 31 октября 1985 года в городе Меканиксберг, штат Пенсильвания, у неё есть брат, Арт, училась она там же в средней школе Камберленд-Валли, в которой выступала за местную баскетбольную команду.